# 오타 스케나오
오타 스케나오(일본어: 太田資直, 1658년 ~ 1705년 1월 26일)는 셋쓰, 가와치, 시모사 3국의 다이묘이며 이후 스루가 다나카번으로 이봉하여 그 곳의 초대 번주를 지냈다. 가케가와번 오타가(掛川藩太田家) 제3대 당주.
| 전임 오타 스케쓰구 | 제2대 셋쓰, 가와치, 시모사국의 다이묘 (오타가) 1684년 | 후임 스루가 다나카번으로 전봉 |

| 전임 쓰치야 마사나오 | 제1대 다나카번 번주 (오타가) 1684년 ~ 1705년 | 후임 오타 스케하루 |

| 전임 기타미 시게마사 | 에도 막부 소바요닌 1686년 | 후임 미야하라 시게키요 |